# Google Developers
Google Developers (anciennement Google Code) est le site de Google pour les outils et plateformes de développement de logiciels, les interfaces de programmation d'application(API) et les ressources techniques. Le site contient de la documentation sur l'utilisation des outils de développement et des API de Google, y compris des groupes de discussion et des blogs pour les développeurs qui utilisent les produits de développement de Google.  
Il existe des API proposées pour presque tous les produits de consommation populaires de Google, comme Google Maps, YouTube, Google Apps et d'autres. 
Le site présente également une variété de produits et d'outils conçus spécialement pour les développeurs. Le Google App Engine est un service d'hébergement d'applications web. L'hébergement de projets permet aux utilisateurs de contrôler la version du code open source. Le Google Web Toolkit (GWT) permet aux développeurs de créer des applications Ajax dans le langage de programmation Java (tous les langages). 
Le site contient des informations de référence sur les produits de développement communautaire auxquels Google participe, comme Android de l'Open Handset Alliance et OpenSocial de l'OpenSocial Foundation. 

## API Google
Google propose une variété d'API, principalement des API Web pour les développeurs Web. Les API reposent sur des produits Google grand public populaires, notamment Google Maps, Google Earth, AdSense, Adwords, Google Apps et YouTube.

### API de données Google
Les API Google Data permettent aux programmeurs de créer des applications qui lisent et écrivent des données à partir des services Google. Il s'agit notamment d'API pour Google Apps, Google Analytics, Blogger, Google Base, Google Book Search, Google Calendar, Google Code Search, Google Earth, Google Spreadsheets, Google Notebook.

### API Ajax
Les API Ajax de Google permettent à un développeur de mettre en œuvre des sites Web riches et dynamiques entièrement en JavaScript et HTML. Un développeur peut créer une carte vers un site, un champ de recherche dynamique ou télécharger des flux avec seulement quelques lignes de javascript.

### API publicitaires
Les API AdSense et AdWords, basées sur le standard d'échange de données SOAP, permettent aux développeurs d'intégrer leurs propres applications à ces services Google. L'API AdSense permet aux propriétaires de sites Web et de blogs de gérer l'inscription, le contenu et les rapports AdSense, tandis que l'API AdWords offre aux clients AdWords un accès programmatique à leurs comptes et campagnes AdWords.